# لی وینگ یان
لی وینگ یان (انگلیسی: Lee Wing Yan؛ زادهٔ ۲۸ آوریل ۱۹۹۷) بازیکن فوتبال است.
وی همچنین در تیم‌های ملی فوتبال زنان هنگ کنگ بازی کرده‌است.